# Kovoprog
Kovoprog je CAM, tedy nástroj pro počítačem řízené obrábění kovů, obrábění dřeva, elektrojiskrové obrábění, výrobu ozubených kol a další…

## O programu
Kovoprog je jediný CAM systém na trhu, který má českého výrobce. Kovoprog slouží k přípravě programů pro obrábění na NC a CNC obráběcích strojích. Pracuje v prostředí Windows Vista, Windows 7, Windows 8 a Windows 10. Program je dostupný kromě české lokalizace také v anglické, německé a polské lokalizaci.

## Historie
První počátky programu Kovoprog sahají před rok 1988, daleko před éru PC. Tehdy ještě ve státním podniku Kovosvit na počítačích Hewlett-Packard (HP 30 a HP 45) a Metra Blansko (IT 20) fungoval v BASICu jakýsi předchůdce Kovoprogu. Další vývojový stupeň nyní již Kovoprogu se datuje k roku 1989 a byl naprogramován v jazyce Pascal.
Velkým mezníkem ve vývoji byl vznik konsorcia soukromých firem v roce 1990, zabývajících se dál vývojem Kovoprogu soukromou cestou. V tomto roce také vznikl Kovoprog verze 2 pro MS-DOS, opět naprogramovaná v jazyce Pascal. Verze 2.0x znamenala ve své době velmi silný a populární nástroj, který se podařilo rozšířit do mnoha českých firem a který dodnes ještě spousta zákazníků používá. Velká výhoda pro zákazníka spočívala v možnosti psaní vlastních maker v jazyce partprogramu pro speciální technologické požadavky.
V roce 1996 byla na trh uvolněna nová verze Kovoprogu – verze 3.xx – pro MS-DOS, která je už psaná v jazyce C++. Verze 3 měla velmi podobné uživatelské prostředí jako následující verze 4. Za své zhruba dva roky života se rozšířilo poměrně dost instalací, nicméně její uživatelé ve valné většině poté přešli na následnou verzi 4 pro MS Windows.

## Současnost
Současná verze 4.xx pro MS Windows přišla na trh v letech 1998 – drátové řezání a v letech 1999–2000 verze třískové obrábění.
Firma Peška & Brtna Computer Service s. r. o. se podílí na výchově nových studentů, kteří se učí programovat právě pomocí Kovoprogu. Kovoprog se dostal do základních učebních osnov na českých středních i vysokých školách. Na toto téma vznikají semestrální i závěrečné práce.